# 中国武术
中國武術是中國傳統文化的重要组成部分，被視為中國文化之精粹，民國初期簡稱為“國術”（後為中央國術館正式採用，現今台灣亦沿用此稱呼）。由於歷史發展和地域分佈關係，衍生出不同流派。中國武術主要內容包括搏擊技藝、暗器射技、格鬥理論與戰法、實用功法。搏擊技藝包含徒手搏擊技和武器格鬥術。實用功法藴含保健功法及實戰功法，理論部分則是來自前人之武術經驗和拳譜記錄。中國武術往往帶有思想冶鍊的文化特徵及人文哲學的特色、意義，對現今中國的大眾文化有著深遠影響。

## 起源

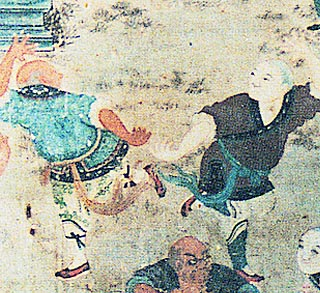
少林寺千佛殿壁画中的僧人比武图画

中國武術的起源被歸因於中國古代自衛、狩獵技術和軍事訓練的需要。肉搏戰和武器練習在訓練中國古代士兵中很重要。最早提及中國武術的文獻可在《春秋》中找到，司馬遷所著的《史記》中也記載了摔跤。班固所著的《漢書》 收錄了“手戰六章” 。此外，著名醫師華佗在公元208年左右創作了“五禽戲”——虎、鹿、猴、熊和鳥。道家哲學及其養生和鍛煉方法在一定程度上影響了中國武術。在“八仙”等風格中可以找到對道家概念的直接參考，它使用歸因於每個仙人特徵的戰鬥技術。少林功夫被認為是最早制度化的中國武術之一。在16世紀和17世紀之間，少林僧侶開始練習武術，武術也成為少林僧侶生活不可或缺的一部分。
宋元時期，武術比賽由朝廷主辦，武術的現代觀念在明清兩代得到了充分的發展。在清朝滅亡以及日本入侵和中國內戰的動蕩之間的過渡時期，由於鼓勵許多武術家公開教授他們的藝術，中國武術變得更加大眾化。當時，有人認為武術是提升民族自豪感、建設強國的手段。結果，許多拳譜被出版，培訓學院被創建，組織了兩次國家考試和示範隊出國旅行。在中國各地和各個海外華人社區成立了許多武術協會。國民政府於1928年成立的中央國術館，以及霍元甲於1910年創立的精武體育會都是提倡系統化訓練方法的組織的例子。
中華人民共和國成立後，許多知名武術家選擇逃離共產黨政府的統治，移居台灣、香港，並將中國武術帶到了海外。1958年，政府成立了中華全國武術協會，作為規范武術訓練的傘式組織。中國國家體委牽頭為大部分主要藝術項目制定了標準化形式。在此期間，建立了包括標準形式、教學課程和教練等級在內的國家武術體系。1979年，國家體育運動委員會成立了一個特別工作組來重新評估武術的教學和實踐。1986年，中國國家武術研究所成立，成為中華人民共和國武術活動研究和管理的中央機構。

## 方式
中國有著悠久的武術傳統，包括數百種不同的風格。在過去的兩千多年裡，已經發展出許多獨特的風格，每一種都有自己的一套技術和理念。中國武術可以分為不同的類別來區分它們：例如外家拳和內家拳。中國武術也可以按位置分類，如北拳和南拳。
中國武術訓練包括以下幾個部分：基礎、形式、應用和武器；不同的風格對每個組件的重視程度不同。此外，哲學、倫理學甚至醫學實踐都受到大多數中國武術的高度重視。一個完整的培訓體系還應該提供對中國態度和文化的洞察力。基本功是任何武術訓練的重要組成部分，因為沒有它們，學生無法進入更高級的階段。基礎知識通常由基本技術、調節練習（包括姿勢）組成。基礎訓練可能涉及重複執行的簡單動作；其他基本訓練的例子有伸展運動、冥想、擊打、投擲或跳躍。沒有強壯靈活的肌肉、氣或呼吸的管理以及適當的身體力學，學生不可能在中國武術中取得進步。